# Groupe de Coxeter
Un groupe de Coxeter est un groupe engendré par des réflexions sur un espace. Les groupes de Coxeter se retrouvent dans de nombreux domaines des mathématiques et de la géométrie. En particulier, les groupes diédraux, ou les groupes d'isométries de polyèdres réguliers, sont des groupes de Coxeter. Les groupes de Weyl sont d'autres exemples de groupes de Coxeter.
Ces groupes sont nommés d'après le mathématicien H.S.M. Coxeter.

## Définition formelle
Un groupe de Coxeter est un groupe W ayant une présentation du type:
{\displaystyle \left\langle r_{1},r_{2},\ldots ,r_{n}\mid (r_{i}r_{j})^{m_{ij}}\right\rangle }
où {\displaystyle m_{ij}} est à valeurs dans {\displaystyle \mathbb {N} \cup \{\infty \}}, est symétrique ({\displaystyle m_{ij}=m_{ji}}) et vérifie {\displaystyle m_{ii}=1}, {\displaystyle m_{ij}\geq 2} si {\displaystyle i\neq j}. La condition {\displaystyle (r_{i}r_{j})^{\infty }} signifie par convention qu'aucune relation n'est imposée entre {\displaystyle r_{i}} et {\displaystyle r_{j}}. Remarquons que {\displaystyle m_{ij}=2} ne signifie rien d'autre que le fait que {\displaystyle r_{i}} et {\displaystyle r_{j}} commutent. La condition {\displaystyle m_{ii}=1} signifie que les générateurs sont d'ordre deux : on y pense comme à des réflexions.
Soit S l'ensemble des générateurs. Lorsqu'on veut indiquer cet ensemble, on dit que (W, S) est un système de Coxeter.

## Propriétés de base
Comme annoncé dans l'introduction, un groupe de Coxeter peut être vu comme un groupe de réflexions orthogonales en un certain sens. Précisément, si W est un groupe de Coxeter alors il existe un espace vectoriel réel V muni d'une forme bilinéaire non dégénérée q telle que W s'injecte dans le groupe O(q) des automorphismes de V qui préservent q. Comme ils sont d'ordre 2, les générateurs {\displaystyle r_{i}} donnés par la présentation sont alors envoyés sur des réflexions orthogonales.
Attention : q n'est pas forcément définie positive, V n'est alors pas un espace euclidien.
La présentation d'un groupe de Coxeter permet de définir la longueur de ses éléments : si w est dans W, on appelle longueur de w et on note l(w) le nombre minimal de générateurs à multiplier pour obtenir w. Les propriétés suivantes de la longueur sont simples : soit (W,S) un système de Coxeter, alors
{\displaystyle l(ws)=l(w)-1} ou {\displaystyle l(ws)=l(w)+1} pour s dans S
{\displaystyle l(w^{-1})=l(w)}

## Exemple
Le groupe symétrique {\displaystyle {\mathfrak {S}}_{n}} est un groupe de Coxeter. On peut le voir comme le groupe des isométries d'un simplexe à n dimensions, ou bien utiliser la présentation suivante : {\displaystyle {\mathfrak {S}}_{n}} est engendré par les transpositions de la forme (1,2), (2,3), ..., (n-1,n). Les relations sont :
- deux transpositions commutent si elles ne sont pas consécutives ;
- {\displaystyle (k,k+1)(k+1,k+2)} est d'ordre 3.

Les groupes diédraux {\displaystyle D_{n}} sont un autre type d'exemples. Le groupe {\displaystyle D_{n}} est le groupe des transformations qui préservent un polygone régulier à {\displaystyle n} côtés.

## Caractérisation
Un des faits les plus remarquables concernant les groupes de Coxeter est qu'on dispose d'un critère simple, appelé la condition d'échange, pour les identifier et trouver leurs présentations (rappelons qu'en général, trouver une présentation d'un groupe est une opération très difficile).
Les groupes de Coxeter finis sont complètement classifiés, par le biais des diagrammes de Coxeter.